# Jean Weiss
Ne doit pas être confondu avec Lucien Weiss.
Pour les articles homonymes, voir Weiss et Weiß.
Johann August "Jean" Weiss parfois orthographié Weiß, né le 1er novembre 1890 à Großauheim près de Hanau et mort le 21 janvier 1978 à Hanau, est un coureur cycliste allemand, l'un des meilleurs professionnels sur piste allemands après la Première Guerre mondiale.

## Palmarès sur piste

### Championnat d'Allemagne
- Championnats d'Allemagne de demi-fond 2e en 1919 et 1921 et 3e en 1920.

### Autres
- Roue d'or d'Erfurt en 1912
- Prix Kyser à Berlin[2]
- 3e Grand Prix Germania à L'Olympia de Berlin, 1921[3]
- 2e Grand Prix de Prusse de demi-fond à Breslau 1922[4]
- Grande Roue d'Or de Treptow en 1922[5] et 1923[6]
- Roue d'Or d'Olympia en 1922[7]